# Strmec (ort i Kroatien)
Strmec är en ort i Kroatien.   Den ligger i länet Zagreb, i den centrala delen av landet, 14 km söder om huvudstaden Zagreb. Strmec ligger 123 meter över havet och antalet invånare är 3 027.
Terrängen runt Strmec är platt. Runt Strmec är det ganska glesbefolkat, med 30 invånare per kvadratkilometer. Närmaste större samhälle är Zagreb - Centar, 13,4 km norr om Strmec. I omgivningarna runt Strmec växer i huvudsak lövfällande lövskog.